# Cape Cod
Cape Cod (deutsch „Kap Kabeljau“) ist eine 878 km² große Halbinsel im Südosten von Massachusetts in den USA.
Zusammen mit einigen kleinen Inseln wie Monomoy Island, Monomoscoy Island, Popponesset Island und Seconsett Island bildet Cape Cod das Barnstable County.
Cape Cod bekam seinen Namen 1602 durch den englischen Entdecker Bartholomew Gosnold, der von der Größe der Kabeljaugründe (englisch cod für Kabeljau) beeindruckt war. 1620 gingen die Pilgerväter in einem der größten und sichersten Naturhäfen Neuenglands, dem heutigen Provincetown Harbor, an Land. Cape Cod wurde Teil der von ihnen gegründeten Plymouth Colony. 1797 wurde der erste Leuchtturm, das Cape Cod Highland Light errichtet. 1914 wurde ein Kanal – der Cape Cod Canal – gebaut. Die langgestreckte Halbinsel wurde somit vom Festland getrennt und die Durchfahrt von der Cape Cod Bay zur Buzzards Bay und dem Long Island Sound erleichtert.
Auf Cape Cod unterhält das Air Force Space Command auf der Otis Air National Guard Base eine Radarstation des PAVE-PAWS-Netzwerkes zur Erfassung von Starts von U-Boot-gestützten ballistischen Raketen im Atlantik. In Woods Hole sind mehrere Meeresforschungseinrichtungen.
Heute ist der Fremdenverkehr neben der Fischerei ein wichtiger Wirtschaftsfaktor. Hier befindet sich die Cape Cod National Seashore.
Im Atlantischen Ozean, 113 nautische Meilen (entspricht ca. 210 Kilometern) südöstlich von Cape Cod, befindet sich das Northeast Canyons and Seamounts Marine National Monument.

## Tourismus
Cape Cod hat das ganze Jahr über etwa 220.000 Einwohner und erlebt jeden Sommer eine  touristische Hochsaison, ungefähr zwischen dem Memorial Day und dem Labor Day. Viele Unternehmen richten sich speziell an Sommerbesucher, obwohl die Ferienzeit in den letzten Jahren aufgrund des „Indian Summer“, reduzierter Übernachtungsraten, der Anzahl der Menschen, die nach dem Tag der Arbeit das Kap besuchen und keine Kinder im schulpflichtigen Alter haben, und älterer Menschen etwas länger geworden ist – Reduzierung der wahren „Nebensaison“ auf sechs oder sieben Monate. Im späten 20. Jahrhundert besuchten Touristen und Besitzer von Zweitwohnungen im Frühjahr und Herbst immer mehr das Kap, wodurch die Definition der Hochsaison aufgeweicht und etwas erweitert wurde.

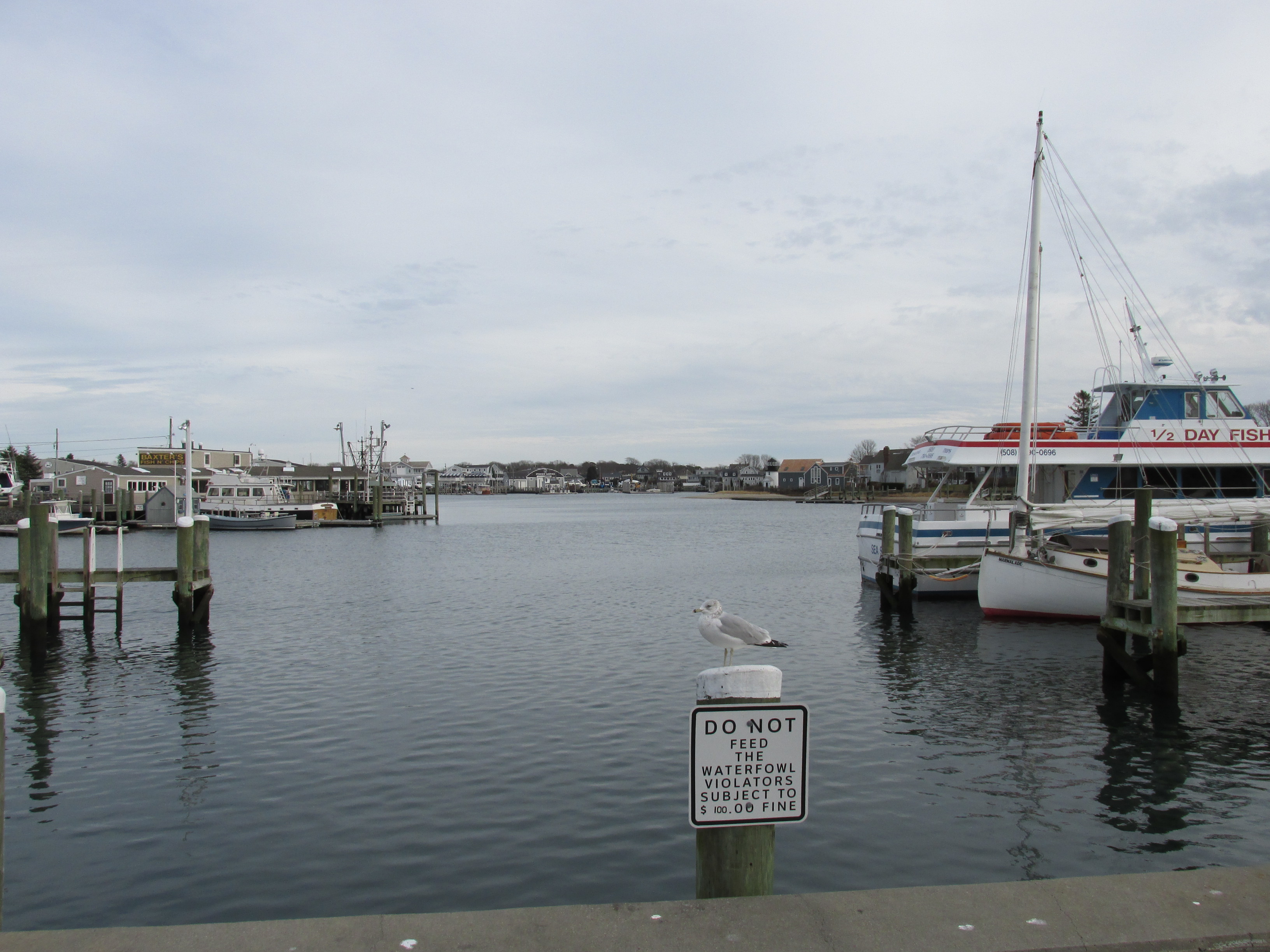
Hyannis, Massachusetts

In Provincetown liegt die ursprüngliche Walbeobachtungsflotte der Ostküste (Dolphin Fleet), die das Stellwagen Bank National Marine Sanctuary patrouilliert. Die Flotte garantiert eine Walbeobachtung (hauptsächlich Buckelwal, Finnwal, Zwergwal, Seiwal und der vom Aussterben bedrohte Nordatlantik-Glattwal) und ist die einzige staatlich zertifizierte Operation, die zur Rettung von Walen qualifiziert ist. Provincetown ist seit langem auch als Künstlerkolonie bekannt, die Schriftsteller und Künstler anzieht. In der Stadt befindet sich das meistbesuchte Kunstmuseum des Kaps, die Provincetown Art Association and Museum.
Cape Cod ist ein beliebtes Ziel für Strandurlauber aus aller Welt mit einer Küste von 900,6 km. Öffentliche und private Strände sind leicht zugänglich. Das Kap hat mehr als 60 öffentliche Strände, von denen viele gegen eine tägliche Gebühr (im Sommer) Parkplätze für Nichtansässige bieten. Die Cape Cod National Seashore verfügt über einen 64 km langen Sandstrand und viele Wanderwege.
Cape Cod ist auch beliebt für seine Outdoor-Aktivitäten wie Strandspaziergänge, Radfahren, Bootfahren, Angeln, Go-Karts, Golfen, Kajakfahren, Minigolf und einzigartige Einkaufsmöglichkeiten. Es gibt 27 öffentliche Golfplätze mit täglichen Gebühren und 15 private Golfplätze auf Cape Cod. [49] Bed & Breakfasts oder Ferienhäuser werden häufig als Unterkunft genutzt.
Jeden Sommer findet das Naukabout Music Festival auf dem Barnstable County Fair Grounds in East Falmouth statt, normalerweise am ersten Augustwochenende. Das Festival feiert lokale, regionale und nationale Talente und bietet Essen, Kunst und familienfreundliche Aktivitäten. Einige besonders bekannte Produkte und Industrien am Kap sind Preiselbeeren, Schalentiere (insbesondere Austern und Muscheln) und Hummer.

## Städte

### Oberes Kap
- Bourne
- Falmouth
- Sandwich
- Mashpee

### Mittleres Kap
- Barnstable
- Yarmouth
- Dennis

### Unteres Kap
- Brewster
- Harwich
- Chatham

### Äußeres Kap
- Orleans
- Eastham
- Wellfleet
- Truro
- Provincetown